# دينيس ديغان (مؤلفة أيرلندية)
دينيس ديغان (بالإنجليزية: Denise Deegan)‏ (23 مايو 1966، كورك في جمهورية أيرلندا)؛ كاتبة سيناريو وروائية أيرلندية.